# Тольяттинское обозрение
«Тольяттинское обозрение», «ТО» — городская газета города Тольятти, существовавшая в период 1996—2014 год. Газета была известна не только своими публикациями, но и многочисленными скандалами и преступлениями вокруг газеты.

## История
Первый номер газеты вышел 11 ноября 1996 года.
Основана её первым главным редактором и депутатом 4-го созыва Тольяттинской городской думы Валерием Ивановым.

### Убийства редакторов
29 апреля 2002 года, во дворе своего дома в машине, Валерий Иванов был убит. 2 мая похоронен на Баныкинском кладбище в Тольятти. Незадолго до убийства Валерию Иванову поступали угрозы от лидеров ОПГ, в первую очередь со стороны чеченской группировки Ахмадовых.
9 октября 2003 года у подъезда своего дома был убит второй главный редактор газеты Алексей Сидоров. Преступник нанёс 9 ножевых ранений.
Созданная оперативная следственная группа УВД Тольятти ради отчёта перед вышестоящим руководством в раскрытии преступления, представила общественности гражданина Евгения Майнингера, обвинив его в убийстве Алексея Сидорова из хулиганских побуждений. В процессе следствия и под давлением общественности и родственников убитого обвиняемый был оправдан и освобождён из-под стражи, пробыв в СИЗО один год.
С первых же номеров было заявлено, что основной концепцией газеты является «не сбор рекламы, не пропаганда взглядов властей и финансовых магнатов, а объективное исследование любых событий, происходящих в городе». На практике это привело к многочисленным скандалам и трагической гибели двух её редакторов Валерия Иванова и позже Алексея Сидорова, связанным с журналистскими расследованиями сотрудников газеты. Убийства так и остались нераскрытыми.
17 октября 2017 года на 25-м километре Выборгского шоссе Санкт-Петербурга погибла в ДТП бывший директор газеты, молодая тольяттинская поэтесса Надежда Бачина (Абрамкина), которая в Тольятти проводила поэтические фестивали. Последним стал поэтический марафон «Волшебный Тольятти», который состоялся 3 сентября.

## Деятельность
Первый год существования газета выходила раз в месяц, в дальнейшем частота выпусков дошла до 5 номеров в неделю.
Появлялись различные приложения газеты: «Тольяттинское обозрение. Итоги недели» (тираж 17 000, 32-48 полос формата А3), «Тольяттинское обозрение» по четвергам (тираж 17 000), «иронично-информационное» приложение «Е-репортер» и еженедельное информационно-рекламное издание «Тольяттинское обозрение в каждый дом» (тираж 120 000). В дальнейшем после смены собственников газеты менялся и формат её выхода.

### Владельцы
1. С 2003 по 2005 гг. совладельцем газеты являлся президент группы предприятий «Фор Пост» Сергей Савватеев.
2. С 2005 по 2006 гг. совладельцем газеты являлся директор МП «Производственного объединения коммунального хозяйства» (ПОКХ), депутат Думы Тольятти, Александр Дружинин.
3. С 2006 по 2011 гг. её владельцем являлся президент холдинга «АвтоТрейд» (ныне «Верона-Моторс»), депутат СГД 4 — го созыва, фракции Единая Россия Владимир Яркин[7]. В декабре 2011 газета была распущена её акционером холдингом «АвтоТрейд», служба безопасности холдинга применила жёсткие методы к разгону коллектива газеты[8].
4. С января по апрель 2012 года газета была восстановлена с её новым владельцем, владельцем сети супермаркетов «Миндаль», депутатом СГД 5-го созыва, фракции Единая Россия, Владимиром Дуцевым[9].
5. В 2012—2014 годах владельцем и главным редактором газеты являлся журналист Сергей Красильников.

### Скандалы
По материалам газеты «Тольяттинское обозрения» телепроектом Криминальная Россия были сняты две серии фильмов «Жигулёвская битва» и «Битва при Жигулях», посвящённых Тольяттинской криминальной войне 90-х.
29 апреля 2002 года основатель газеты и её бессменный главный редактор Валерий Иванов, к этому времени уже избранный депутатом Тольяттинской городской думы, был застрелен. Преступление пока так и остаётся нераскрытым, несмотря на объявленное вознаграждение в полтора миллиона рублей.
Сменивший Иванова на посту Алексей Сидоров был зарезан во дворе собственного дома 9 октября 2003 года. Убийство второго редактора газеты вызвало огромный общественный резонанс. Бывший в то время главой МВД России Борис Грызлов по телевидению заявил, что расследование этого дела и наказание убийц является делом чести для его ведомства. Вскоре был задержан подозреваемый Евгений Майнингер, которого и обвинили в убийстве. Им было даже сделано признание. Однако в суде обвинение рассыпалось, обвиняемый был полностью оправдан и даже отсудил компенсацию за незаконный арест. Убийство, о котором правоохранители отчитались как об расследованном, по прежнему не раскрыто.
Очередной главный редактор газеты Алексей Миронов со скандалом был уволен в декабре 2007 года. Его обвинили в получении 30 тысяч рублей за публикацию материала, порочащего репутацию губернатора Самарской области Владимира Артякова.
По мнению самого Миронова, владелец газеты попытался сделать его «крайним в игре, которую он ведёт в против губернатора».
В ходе выборов мэра Тольятти в 2008 году газета поддерживала не члена «Единой России» Анатолия Пушкова, а независимого кандидата Сергея Андреева. Однако 1 февраля правоохранительными органами была изъята вся компьютерная техника редакции газеты. Сотрудники правоохранительных органов утверждали, что имеют сведения о том, что в редакции используется нелицензионное программное обеспечение. Главный редактор газеты Павел Каледин заявлял, что лицензионные ключи на используемые программы присутствовали и основная цель данной проверки — помешать выходу газеты. В подтверждение он привёл факты, что незадолго до этого без объяснения причин правоохранительными органами был изъят дополнительный тираж газеты, с материалом о Сергее Андрееве.
С января по 16 марта 2012 года газета с новым владельцем — областными депутатом «Единоросом» Владимиром Дуцевым использовалась для публикаций компромата на кандидата в мэры Тольятти Сергея Андреева. Примечательно, что в 2008 году, на прошлых выборах мэра, выпуск газеты сопровождался арестами номеров в поддержку Сергея Андреева.

### Прекращение существования
11 апреля 2012 года Автозаводский районный суд стал рассматривать иск «Роскомнадзор», о лишении газеты свидетельства о регистрации. На период рассмотрения дела, газета в печать не выходила.
5 июня 2012 года решением Автозаводского районного суда Тольятти газета прекратила существование, 19 июня внесена запись в реестр об официальном прекращении деятельности газеты
9 января 2013 года, газета получила новую регистрацию Роскомнадзора ПИ № ТУ63-00546 от 09.01.2013 г. 18 января вышел первый номер цветного тиража восстановленной газеты «Тольяттинское обозрение» с тиражом 10000 экземпляров.
В 2014 году прекратила выпуски. 9 января 2018 года в ЕГРЮЛ внесена запись о ликвидации юридического лица.

## Редакторы
| 1. Валерий Иванов (1996—2002) 2. Алексей Сидоров (2002—2003) 3. Игорь Изотов (2003—2005) → редактор газеты Площадь Свободы 4. Алексей Миронов (2005—2007) 5. Павел Каледин (2007—2008) 6. Надежда Абрамкина и Алиса Шехтман (2008—2009) 7. Сергей Давыдов (2009) → главный редактор интернет-издания TLTgorod 8. Наталья Шемякина (2009—2011) 9. Сергей Красильников (2012—2014) |